# Dom Zdrojowy w Szczawnie-Zdroju
Dom Zdrojowy – obiekt sanatoryjno-hotelowy w Szczawnie-Zdroju wybudowany w latach 1908-1911 jako luksusowy hotel (Grand Hotel) z bogatą infrastrukturą sanatoryjną i rekreacyjną (park, pole golfowe) przez Jana Henryka XV Hochberga, księcia von Pless kosztem ponad 1 mln marek w kredycie. Wystrojem wnętrz zajmowała się jego żona księżna Daisy, był określany jako „Szczawieńskie dziecko księżnej Daisy”. Wcześniej proponowała mniej kosztowną wersję obiektu wykonaną w drewnie.
Był to też największy i najbardziej prestiżowy obiekt tego typu na Dolnym Śląsku. Był inspiracją dla architektów tworzących inne hotele, w tym sopocki Grand Hotel. W latach 1935–1945 nosił nazwę hotelu uzdrowiskowego „Dwór Śląski” (Kurhotel Schlesische Hof), obecnie Sanatorium Uzdrowiskowego nr 1 – „Domu Zdrojowego im. dr J. Górskiego”.

## Znani goście
- cesarz Niemiec Wilhelm II (1913),
- król Grecji Konstantyn I,
- car Rosji Mikołaj II,
- I Lord Admiralicji Wielkiej Brytanii Winston Churchill (1913).